# Rašporski kapetanat
Rašporski kapetanat je bilo mletačko vojno zapovjedništvo u Istri. 
Nastalo je kad je Mletačka Republika ukinila dotad postojeće pazenatike u Grožnjanu i Svetom Lovreču. Godine 1394. odredila je Rašpor za sjedište istoimenoga kapetanata. Kapetanat je trebao jamčiti mir i sigurnost, osobito duž granice. Kapetanatom je upravljao mletački Senat preko rašporskoga kapetana. Protivno mletačkoj političkoj praksi, Signoria ga je zadržala u svojoj neposrednoj eksploataciji.
Na čelu kapetanata bio je rašporski kapetan, visoki mletački činovnik i jedan od najznačajnijih rektora mletačke uprave u Pokrajini Istri. Nakon rušenja kaštela Rašpora, stolovao je u Buzetu. Bio je najviši vojni i politički autoritet seoskoga područja, kojemu se trebalo obratiti za sva upravna i pravna pitanja.
Njegovi su vojnici rješavali prijepore između istarskih mjesta. Hitnim porukama i izvješćima bio je u izravnoj vezi s mletačkim Senatom. Osim što se brinuo za sigurnost cijeloga pazenatika (mletačkoga izvangradskog područja), obavljao je i dužnost buzetskoga podestata, a u njegovoj su nadležnosti od 1592. odlukom Senata bili i upravni i sudski prerogativi nad novim doseljenicima, te daljnje provođenje kolonizacije. Imao je zadaću osigurati slanje trupaca za mletački arsenal. Kapetani su bili članovi uglednih mletačkih plemićkih obitelji: Emo, Malipiero (XIV. st.); Donà, Lombardo, Basadonna, Da Mosto, Barozzi, Morosini, Bon, Priuli (XV. st.); Contarini, Gradenigo, Navagero, Marcello, Bondumier, Zorzi, Loredan, Giustinian, Corner, Badoer, Cicogna, Renier, Tiepolo (XVI. st.); Grimani, Barbarigo, Valier, Soranzo (XVII. st.); Balbi, Pasqualigo, Querini, Bembo, Dandolo, Moro, Trevisan, Foscari, Dolfin (XVIII. st.).